# Нохуталан
Нохуталан (тур. Nohutalan) је насељено место у округу Урла у вилајету Измир, Турска. Према попису из 2020. било је 168 становника.
Нохуталан настањују Бошњаци, чији су се преци доселили 1940. године из Босне и Херцеговине, Црне Горе и Србије.